# Sturmgeschütz-Lehr-Brigade 920
De Sturmgeschütz-Lehr-Brigade I / Sturmgeschütz-Lehr-Brigade 920 / Panzer-Vernichtungs-Abteilung 303 /Sturmgeschütz-Lehr-Brigade 920 was tijdens de Tweede Wereldoorlog een Duitse Sturmgeschütz-eenheid van de Wehrmacht ter grootte van een afdeling, uitgerust met gemechaniseerd geschut. Deze eenheid was een zogenaamde Heerestruppe, d.w.z. niet direct toegewezen aan een divisie, maar ressorterend onder een hoger commando, zoals een legerkorps of leger.
Deze Sturmgeschütz-eenheid kwam in actie aan het oostfront in het laatste oorlogsjaar.

## Krijgsgeschiedenis

### Sturmgeschütz-Lehr-Brigade I
Sturmgeschütz-Lehr-Brigade I werd opgericht in Burg op 1 juli 1944, bestaande uit (uitzonderingswijze) vier batterijen. Maar al snel wird de 4e Batterij toebedeeld aan de Sturmgeschütz-Brigade 209 en kwam niet meer terug. Medio juli 1944 werd de brigade met spoed naar het ineenstortende centrale oostfront gestuurd en kwam vanaf 25 juli 1944 in actie zuidelijk van Warschau en werd daar ingezet tegen het Sovjet Warka-bruggenhoofd. Van 15 tot 30 augustus stond de brigade onder bevel van de 19e Pantserdivisie.
Op 2 september 1944 werd de brigade omgedoopt in Sturmgeschütz-Lehr-Brigade 920.

### Sturmgeschütz-Lehr-Brigade 920
De brigade bleef onder het 8e Legerkorps bij de 251e Infanteriedivisie aan het Warka-bruggenhoofd tot het begin van het Sovjet winteroffensief. Binnen enkele na het begin van dit offensief waren de drie gevechtsbatterijen van de brigade vernietigd. De rest trok zich terug met het 2e Leger richting West-Pruisen tot 20 februari 1945. Twee dagen later kwam de brigade dan onder het  9e Leger en verzamelde zich zuidelijk van Glogau. Na weer op sterkte gebracht te zijn, werd de brigade omgedoopt in Panzer-Vernichtungs-Abteilung 303.

### Panzer-Vernichtungs-Abteilung 303
Deze eenheid was organiek deel van de Infanteriedivisie "Döberitz" (ook wel 303e Infanteriedivisie genaamd). De Abteilung wird hier aan het Oder-front ingezet, o.a. bij het Küstrinbruggenhoofd.

### Sturmgeschütz-Lehr-Brigade 920
De brigade bleef, een tijd lang toegevoegd aan de Infanteriedivisie "Döberitz", voor het Küstrinbruggenhoofd liggen, tot de finale Sovjet aanval richting Berlijn. Op dat moment was de brigade onderdeel van het 56e Pantserkorps. Op 18 april 1945 werd de brigade zelfs nog in een "Wehrmachtbericht" bericht genoemd, omdat “36 vijandelijke tanks en 3 kanonnen vernietigd werden aan het Oder-front op 1 dag, waarbij de brigade zelf slecht 1 Sturmgeschütz verloor”. Maar dat mocht niet baten. In de daaropvolgende dagen werd de brigade totaal versleten ten zuidoosten van Berlijn.

### Einde
De Sturmgeschütz-Lehr-Brigade 920 was tegen 27 april 1945 praktisch vernietigd. Laatste resten kwamen nog in de Halbe-pocket terecht. Kleine delen kwamen zelfs nog over de Elbe en gaven zich aan Amerikanen over.

## Samenstelling
- Staf
- 1e Batterij
- 2e Batterij
- 3e Batterij

## Commandanten
| Rang  | Naam          | Begin       | Eind       |
| ----- | ------------- | ----------- | ---------- |
| Major | Wolfgang Kapp | 1 juli 1944 | april 1945 |